# Sybra porcella
Sybra porcella là một loài bọ cánh cứng trong họ Cerambycidae.